# Calibra Motor Corporation
Calibra Motor Corporation South Africa war ein südafrikanisches Unternehmen im Bereich Kraftfahrzeuge. Es hatte seinen Sitz in Westwood. Es war eine Tochtergesellschaft der CCE Holdings.

## Geschichte
CMC wurde im März 2008 gegründet.
Nach eigenen Angaben verkaufte CMC seit 2008 rund 500 bis 600 Minibusse pro Monat. Es verfügte über 40 Händlerbetriebe. Eine andere Quelle zählt 23 Betriebe auf.
2011 gab es Pläne für ein Fahrzeugmontagewerk in Harrismith, das 2015 in Betrieb gehen sollte. Das Vorhaben wurde wenig später als kurz- bis mittelfristig unwahrscheinlich bezeichnet. An der Errichtung des Werks sollten auch King Long und Huanghai beteiligt sein.
Ob das Unternehmen weiterhin besteht, ist zweifelhaft. Die Website war nur bis 2015 erreichbar. Im Frühjahr 2016 war CMC noch an einer Ausschreibung beteiligt.

## Modelle
Das Unternehmen importierte Nutzfahrzeuge von GAC Changfeng Motor, Huanghai SG, Foton und Jinbei und vertrieb sie unter den Marken CMC und Plutus. Hinzu kamen die Taxi-Modelle Amandla und Ses’Buyile. Personenkraftwagen von Lifan wurden dagegen als Lifan angeboten.
Weitere Markennamen waren Tebris, Sphinx und Khoi.